# WJZW

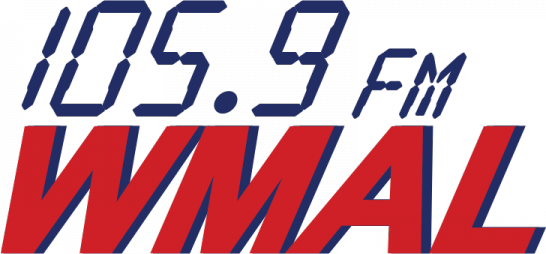
Logo de la station radio WMAL

WJZW est une station de radio en modulation de fréquence de Woodbridge, une localité du Comté de Prince William en Virginie. La station couvre la capitale américaine, Washington, ainsi que le district de Columbia. Bien qu'elle ait été pendant 14 ans d’un format Smooth Jazz, connue des auditeurs sous le nom de Smooth Jazz 105.9, son format a changé le 29 février 2008, délaissant sa programmation smooth jazz pour un format Classic Rock avec une équipe toute nouvelle. Cette radio est désormais connue sous le nom de True Oldies 105.9, qui est le nom qu'elle portait déjà à la fin des années 1980 et au début des années 1990, où elle avait auparavant adopté le même format musical. La radio avait fait ses débuts dans un format Country sous le nom de KIX 106. Ses émetteurs se situent à Arlington en Virginie. 
La station est la propriété d’ABC/Disney. Cette dernière a annoncé qu’elle vendrait les stations de radio d’ABC à Citadel Broadcasting.

## Anecdotes
- Avant le changement de format, le 29 février 2008, une brève note a été lue, remerciant toute l'équipe et les auditeurs de Smooth Jazz 105.9.
- La 1re chanson diffusée sur True Oldies 105.9 (version de 2008) a été "Respect" de Aretha Franklin.